# Dean Malenko
Pour les articles homonymes, voir Simon.
Dean Simon (né le 4 août 1960 à Irvington) est un catcheur (lutteur professionnel) connu sur le ring sous le nom de Dean Malenko.
Fils du catcheur Boris Malenko (en), il lutte principalement à l'All Japan Pro Wrestling puis à la New Japan Pro Wrestling jusqu'en 1994. 
Il retourne aux États-Unis où il se fait un nom à l'Extreme Championship Wrestling (ECW) en devenant double champion du monde Télévision de l'ECW et champion du monde par équipe de l'ECW avec Chris Benoit. 
Il s'engage ensuite avec la World Championship Wrestling (WCW) où il s'illustre dans la division des poids mi-lourds dont il est quadruple champion en plus d'avoir un règne de champion des États-Unis et un de champion du monde par équipe avec Chris Benoit. 
En 2000, il quitte la WCW pour la World Wrestling Federation (WWF) où il forme le clan The Radicalz avec Chris Benoit, Eddie Guerrero, Perry Saturn et Terri. Il y devient aussi double champion des poids lourds-léger de la WWF avant d'arrêter sa carrière en 2001. Il devient ensuite entraineur de catch, formant notamment Brock Lesnar ainsi que comme producteur pour la World Wrestling Entertainment.
Il travaille actuellement à la All Elite Wrestling comme producteur.

## Jeunesse
Simon est le fils du catcheur Lawrence Boris Simon plus connu sous le nom de Boris Malenko (en) et a un frère aîné du nom de Joe. Il grandit en Floride où son père travaille principalement et l'accompagne avec le reste de sa famille quand il part en tournée à travers le pays. À 16 ans, il est victime d'un grave accident de la route et les médecins pensent alors qu'il ne peut plus faire de sport. Malgré cela, sa convalescence se passe bien et Dean décide de s'entrainer pour devenir catcheur.

## Carrière

### Débuts
Simon s'entraine auprès de son père, de son père Boris Malenko (en), Tiger Hattori et Karl Gotch. Il commence dans un premier temps à être arbitre avant de devenir catcheur et fait son premier combat en Floride sous le nom de Dean Malenko,. En 1985, il part au Japon où il lutte à l'Universal Wrestling Federation sous le nom de Dean Sarcoff. Il lutte ensuite à l'All Japan Pro Wrestling où il fait régulièrement équipe avec son frère Joe. Durant cette période, Malenko est aussi entraîneur au sein de l'école de catch de son père entre deux tournées au Japon formant notamment Sean Waltman et Glenn Jacobs.

### Extreme Championship Wrestling (1994-1995)
Il commence à travailler pour l'Eastern Championship Wrestling (ECW) le 27 août 1994 où il participe au tournoi désignant le nouveau champion du monde de la National Wrestling Alliance (NWA). Malenko passe le premier face à Osamu Nishimura avant de se faire éliminer par Shane Douglas en demi finale. Après ce tournoi, l'ECW change de nom pour devenir l'Extreme Championship Wrestling et Paul Heyman, le promoteur de l'ECW, décide de le mettre sur le devant de la scène en lui donnant le gimmick d'un shooter. Le 4 novembre, il devient champion du monde Télévision de l'ECW après sa victoire sur Too Cold Scorpio.
Il s'allie avec Chris Benoit et Shane Douglas en 1995 et forment le clan Triple Threat. Avec Benoit, il devient champion du monde par équipe de l'ECW le 25 février 1995 après leur victoire face à Tazmaniac et Sabu. Too Cold Scorpio récupère le titre de champion Télévision au cours de l'enregistrement d'Hardcore TV du 21 mars. Le titre par équipes change de main le 8 avril où les Public Enemy gagnent un match à trois équipes à élimination comprenant aussi Rick Steiner et Tazmaniac. 
Après la perte du titre par équipe, Malenko devient le rival d'Eddie Guerrero qui est le champion du monde Télévision de l'ECW. Leur premier affrontement le 15 avril au cours d'Hostile City Showdown se termine au bout de 25 minutes sur une égalité après avoir atteint la limite de temps. Ils s'affrontent à nouveau le 13 mai durant Enter the Sandman où aucun des deux ne remportent ce combat après 30 minutes. Malenko parvient à vaincre son rival le 21 juillet, Guerrero récupère ce titre une semaine plus tard durant l'enregistrement d'Hardcore TV du 8 août,. Un dernier match sans enjeu au meilleur des trois tombés les opposant se termine sur une égalité. C'est la dernière apparition de Malenko à l'ECW qu'il quitte à la fin de l'été. En fin d'année, le Wrestling Observer Newsletter désigne cette rivalité comme étant la plus marquante de l'année 1995. Une explication plausible motivant ce choix est l'opposition de style entre le style américain de Malenko et la lucha libre de Guerrero qui impressionne les journalistes de cette revue.

### World Championship Wrestling
En septembre 1995, Malenko et Benoit rejoignent la World Championship Wrestling. Il a eu une carrière fournie à la WCW, remportant beaucoup de titres. Le 2 mai 1996, il bat Shinjirō Ōtani pour le titre WCW Cruiserweight à Orlando. Malenko est connu à la WCW en tant que « The Iceman » Dean Malenko à cause de sa froideur, mais a aussi le surnom de « L'Homme aux 1000 prises ». Il remportait son deuxième titre Cruiserweight le 27 octobre 1996, battant Rey Mysterio, Jr.. Último Dragón récupérait le titre deux mois plus tard. Malenko lui reprenait le titre le 22 janvier 1997, à Milwaukee. Malenko remporta le WCW United States Championship le 16 mars 1997, battant son ancien rival à la ECW Eddie Guerrero. Aux côtés de Chris Benoit, il bat Barry Windham et Curt Hennig pour les titres par équipe de la WCW. 
Pendant son séjour à la WCW, Malenko s'était engagé dans une rivalité haineuse avec Chris Jericho. Le Cruiserweight champion de cette époque, Jericho affirmait qu'il était « L'Homme aux 1004 prises » et avait un règlement de comptes final avec Malenko au pay-per-view WCW/nWo Uncensored en 1998. Après un long match, Jericho en sortit vainqueur. Malenko fait alors une pause des programmes TV de la WCW, retournant finalement au Slamboree '98, masqué sous le nom de « Ciclope », et remporta une « bataille royale » pour devenir le challenger numéro un au Cruiserweight Championship.
Malenko devint le premier catcheur à remporter le titre WCW Cruiserweight quatre fois. Il faisait aussi partie de la nouvelle incarnation du gang des Four Horsemen de Ric Flair. Vers la fin de sa carrière à la WCW, il rejoint Shane Douglas et sa faction « The Revolution ». En 2000, Malenko a son dernier match à la WCW ; un affrontement face à Billy Kidman. Le match était un « catch-as-catch-can » au pay-per-view WCW Souled Out. Malenko perd le match par décompte à l'extérieur.

### World Wrestling Federation
Après son départ de la WCW, le soir même après son dernier match à la WCW, Malenko s'engage avec la World Wrestling Federation et débute à WWF RAW le 31 janvier 2000. Il apparait pour la première fois dans la foule avec le « WCW Four » - lui-même, Chris Benoit, Perry Saturn et Eddie Guerrero - qui sont tous partis de la WCW au même moment. Même s'il n'avait pas beaucoup de succès à la WWF, Malenko restait une référence dans la catégorie des light heavyweight. Avec Benoit, Saturn et Guerrero, il avait du succès en tant que membre de la faction The Radicalz. Le 13 mars 2000, Malenko battait Essa Rios pour le WWF Light Heavyweight Championship à East Rutherford. Après avoir cédé le titre à Scotty Too Hotty, Malenko le regagnait le 25 avril 2000. Plus tard cette année, alors que Benoit a été renvoyé du groupe, Malenko entame une rivalité avec Guerrero et Saturn qui résulte de la relation à l'écran de Guerrero avec Chyna et d'un nombre de défaites subites en équipe aux côtés de Saturn. La rivalité mène à un Triple Threat match à Judgment Day 2000 pour le titre Européen que Guerrero remporte.
Après une brève absence à l'écran, Malenko revient pour reformer les Radicalz avec Benoit, Guerrero, et Perry Saturn. À partir de ce moment, Malenko se fait appeler Double Ho Seven, une parodie du personnage de James Bond, agent spécial 007. La gimmick est apparue à la suite d'un match avec The Godfather, qui offrait à Malenko une de ses filles de joie à Malenko à la place d'un match. En tant que Double Ho Seven, Malenko tente une approche avec Lita et rivalise avec son équipe, les Hardy Boyz. La rivalité prend fin au moment où Lita bat Malenko (avec l'aide de Matt Hardy) dans un match le 19 février 2001 à RAW.
Malenko perd le WWF Light Heavyweight Championship après l'avoir porté pendant près de 12 mois face à Crash Holly lors d'une édition de Sunday Night HEAT. Après que Benoit et Guerrero s'en allaient de nouveau des Radicalz, Malenko faisait équipe avec Saturn pour quelques semaines avant de disparaître de l'écran quand la storyline de l'Invasion WCW/ECW débutait.

### Retraite et apparitions WWE
Malenko annonce sa retraite en 2001 au Brian Pillman Memorial show. Malenko apparait sur le ring avec d'autres catcheurs de légende pendant un segment lors du WWE RAW Homecoming du 3 octobre 2005. Son ami Eddie Guerrero mourait le 13 novembre 2005 et Malenko faisait une apparition spéciale le 14 novembre 2005 à RAW aux côtés de Chris Benoit. Le vendredi suivant à SmackDown, Malenko apparaissait une nouvelle fois après le match entre Chris Benoit et Triple H. Il apparaît à nouveau dans l'édition spéciale de RAW à la mémoire d'un autre catcheur décédé, Chris Benoit. Le 31 mars 2008, pendant le Raw après WrestleMania 24, Dean Malenko est monté sur le ring avec plusieurs autres lutteurs pour rendre hommage à Ric Flair qui venait de prendre sa retraite la veille. Quand la ECW a fermé ses portes, Dean Malenko est parti de la WWE. Il apparait à la WWE lors du Raw du 28 juin 2010 avec plusieurs légendes comme Ricky Steamboat (qui présentait son nouveau DVD) et se fait attaquer par Nexus.

## Palmarès
- Extreme Championship Wrestling (ECW)
  - 1 fois champion du monde par équipe de l'ECW avec Chris Benoit[20]
  - 2 fois champion du monde Télévision de l'ECW[21]

- World Championship Wrestling (WCW)
  - 4 fois champion du monde des poids lourd-légers de la WCW[22]
  - 1 fois champion poids lourd des États-Unis de la WCW[23]
  - 1 fois champion du monde par équipes de la WCW  avec Chris Benoit[24]

- World Wrestling Federation (WWF)
  - 2 fois champion des poids mi-lourd de la WWF

## Récompenses de magazines
- Pro Wrestling Illustrated
  - 3e Comeback de l'année 1998[25]

| Année | 1991 | 1992 | 1993 | 1994 | 1995 | 1996 | 1997 | 1998 | 1999 | 2000 | 2001 |
| ----- | ---- | ---- | ---- | ---- | ---- | ---- | ---- | ---- | ---- | ---- | ---- |
| Rang  | 250  | 309  | 150  | 191  | 21   | 13   | 1    | 35   | 21   | 48   | 111  |

- Wrestling Observer Newsletter
  - Rivalité de l'année en 1995 vs. Eddie Guerrero
  - Meilleur Catcheur Technique en 1996
  - Meilleur Catcheur Technique en 1997

- Hardcore Hall of Fame
  - Membre du Hardcore Hall of Fame (2015)[27]